# Cortes de Castilla y León
Las Cortes de Castilla y León son el Parlamento de Castilla y León. Están formadas por una cámara de 81 miembros, llamados procuradores, elegidos por sufragio universal, libre, directo y secreto, cuyo cometido es el de representar a los ciudadanos castellanos de esta autonomía y a los leoneses. Su sede está situada en Valladolid.

## Historia

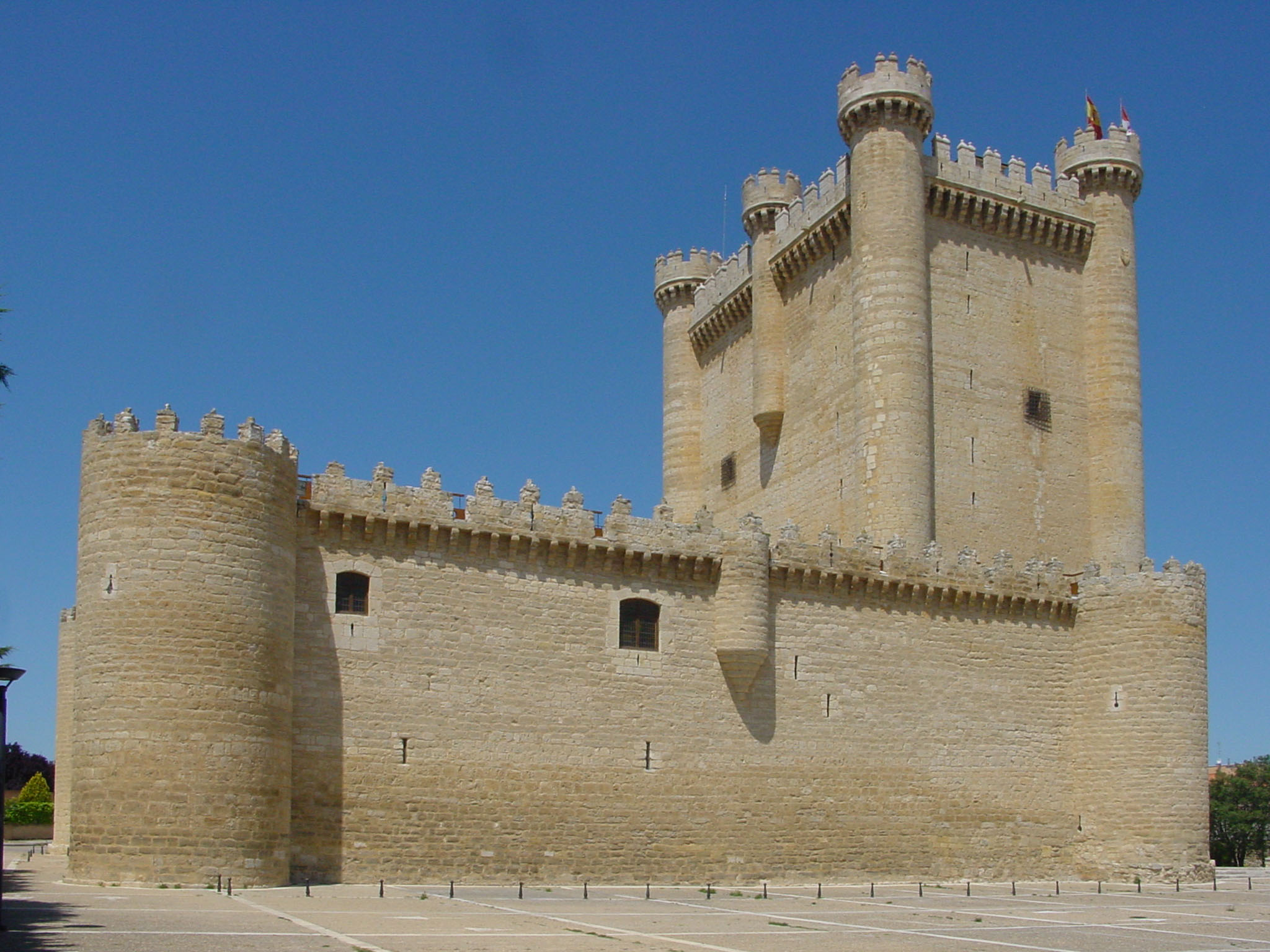
Castillo de Fuensaldaña, sede inicial de las Cortes entre 1983 y 2007

En 1983, con la aprobación del Estatuto de Autonomía de Castilla y León, se constituye como órgano legislativo, siendo elegido de manera democrática. Inicialmente la sede estaba situada en el castillo de Fuensaldaña.

## Posición estatutaria

### Asignación de escaños
De acuerdo con el artículo 19 de la Ley 3/1987, de 30 de marzo, Electoral de Castilla y León el decreto de convocatoria deberá especificar el número de Procuradores que integrarán las Cortes de Castilla y León, y el que corresponda elegir en cada circunscripción electoral, en aplicación de lo dispuesto en el artículo 18. El censo de población de derecho de la comunidad autónoma, vigente en la fecha de la convocatoria, servirá de base para determinar los Procuradores que corresponda elegir en cada circunscripción electoral. 
Hasta la IX Legislatura, las Cortes de Castilla y León han estado compuestas por 84 procuradores, pero en la X legislatura bajaron a los 81 actuales. Estos son elegidos por las nueve circunscripciones electorales castellanas y leonesas que, a su vez, corresponde con las nueve provincias de la comunidad autónoma. Cada una de ellas elige a un número diferente de diputados. A cada provincia se le asigna un número inicial de tres Procuradores y uno más por cada 45.000 habitantes o fracción superior a 22.500. En los últimos comicios celebrados (13 de febrero de 2022) la distribución de escaños se produjo de la siguiente forma:
- Provincia de Ávila: 7 procuradores.
- Provincia de Burgos: 11 procuradores.
- Provincia de León: 13 procuradores.
- Provincia de Palencia: 7 procuradores.
- Provincia de Salamanca: 10 procuradores.
- Provincia de Segovia: 6 procuradores.
- Provincia de Soria: 5 procuradores.
- Provincia de Valladolid: 15 procuradores.
- Provincia de Zamora: 7 procuradores.

### Composiciones históricas

2019-2022
2022-2024
2024-act.

### Funciones de la Cámara
Según los artículos 23 y 24 (Capítulo Primero del Título Segundo) del Estatuto de Autonomía de Castilla y León, las funciones de las Cortes de Castilla y León son las siguientes:
1. Elegir entre sus miembros al Presidente, a la Mesa y a la Diputación Permanente. Corresponderá al Presidente el ejercicio en nombre de las Cortes de todos los poderes administrativos y facultades de policía en el interior de su sede.
2. Establecer su propio Reglamento, cuya aprobación y reforma requerirán la mayoría absoluta en una votación final sobre su totalidad. Asimismo, aprueban el Estatuto del Personal de las Cortes de Castilla y León y establecen autónomamente sus presupuestos.
3. Ejercer la potestad legislativa de la Comunidad en los términos establecidos por la Constitución, por el presente Estatuto y por las leyes del Estado que les atribuyan tal potestad.
4. Controlar e impulsar la acción política y de gobierno de la Junta y de su Presidente.
5. Aprobar los Presupuestos de la Comunidad y los de las propias Cortes, así como la rendición anual de cuentas de ambos.
6. Elegir de entre sus miembros al Presidente de la Junta de Castilla y León.
7. Designar a los Senadores que han de representar a la Comunidad, según lo previsto en el artículo 69.5 de la Constitución. Los Senadores serán designados en proporción al número de miembros de los grupos políticos representados en las Cortes de Castilla y León.
8. Solicitar del Gobierno la adopción de un proyecto de ley, o remitir a la Mesa del Congreso de los Diputados una proposición de ley en los términos que establece el artículo 87, apartado 2, de la Constitución.
9. Interponer recursos de inconstitucionalidad, de acuerdo con lo que establece el artículo 162, apartado 1.a), de la Constitución, y la Ley Orgánica del Tribunal Constitucional.
10. Ejercitar la iniciativa de reforma de la Constitución, en los términos previstos en la misma.
11. Facilitar al Gobierno las previsiones de índole política, social y económica a que se refiere el artículo 131, apartado 2, de la Constitución.
12. Establecer y exigir tributos de acuerdo con la Constitución, el presente Estatuto y las correspondientes leyes del Estado.
13. Aprobar transferencias de competencias de la Comunidad a los municipios, provincias y otras entidades locales de la misma, salvo lo que determina el presente Estatuto o disponga una previa ley de la propia Comunidad.
14. Ratificar los convenios que la Junta concluya con otras comunidades autónomas para la gestión y prestación de servicios propios de las mismas. Dichos convenios serán comunicados de inmediato a las Cortes Generales.
15. Ratificar los acuerdos de cooperación que sobre materias distintas a las mencionadas en el número anterior concluya la Junta con otras comunidades autónomas previa autorización de las Cortes Generales.
16. Convalidar los Decretos Leyes aprobados por la Junta, de acuerdo con lo dispuesto en el artículo 25.4 del presente Estatuto.
17. Ejercer cuantos otros poderes, competencias y atribuciones les asignen la Constitución, el presente Estatuto y las leyes.

## Composición de las Cortes en la XI legislatura

### Resultado electoral
En las elecciones a las Cortes de Castilla y León de 2022, celebradas el domingo 13 de febrero, el Partido Popular de Castilla y León ganó las elecciones, quedando el Partido Socialista de Castilla y León en segundo lugar, Vox en tercer lugar, Unión del Pueblo Leonés en cuarto lugar, Soria ¡Ya! en quinto lugar, Unidas Podemos en sexto lugar, Ciudadanos en séptimo lugar y Por Ávila en octavo lugar. Los datos más destacables de la jornada electoral fueron la disminución de escaños del Partido Socialista de Castilla y León y de Ciudadanos, pasando de 35 procuradores a 28 y de 12 procuradores a 1, respectivamente, el aumento de 12 escaños de Vox pasando a tener 13 procuradores y la irrupción de Soria ¡Ya! con 3 escaños. De este modo, los resultados en las elecciones fueron los siguientes:
| Elecciones a las Cortes de Castilla y León de 2022 |                                       |                           |         |         |           |             |
| Partido                                            | Partido                               | Candidato                 | Votos   | Votos   | Diputados | Diputados   |
|                                                    | Partido Popular de Castilla y León    | Alfonso Fernández Mañueco | 382 157 | 31,05 % | 31        | 2           |
|                                                    | Partido Socialista de Castilla y León | Luis Tudanca              | 365 434 | 29,70 % | 28        | 7           |
|                                                    | Vox                                   | Juan García-Gallardo      | 214 668 | 17,44 % | 13        | 12          |
|                                                    | Unión del Pueblo Leonés               | Luis Mariano Santos       | 52 098  | 4,23 %  | 3         | 2           |
|                                                    | Soria ¡Ya!                            | Ángel Ceña                | 19 385  | 1,57 %  | 3         | Nuevo       |
|                                                    | Unidas Podemos                        | Pablo Fernández           | 62 138  | 5,05 %  | 1         | 1           |
|                                                    | Ciudadanos-Partido de la Ciudadanía   | Francisco Igea            | 54 721  | 4,45 %  | 1         | 11          |
|                                                    | Por Ávila                             | Pedro Pascual             | 13 875  | 1,13 %  | 1         | Sin cambios |
| Fuente: Junta Electoral de Castilla y León         |                                       |                           |         |         |           |             |

### Órganos de las Cortes
El Estatuto de Autonomía y el Reglamento de las Cortes de Castilla y León prevén la existencia de una serie de órganos dentro del Parlamento para asegurar su funcionamiento.

#### Órganos funcionales
Son los órganos que están facultados para expresar la voluntad política de las Cortes: el Pleno, las Comisiones y la Diputacion Permanente.

##### El Pleno
El Pleno es el órgano más importante de las Cortes de Castilla y León, pues reúne a la totalidad de los Procuradores que componen la Cámara. En esta XI legislatura está integrado por 81 Procuradores, que son elegidos por sufragio universal en cada una de las nueve circunscripciones provinciales con que cuenta la comunidad autónoma.
Para la determinación del número de Procuradores, se sigue la norma del artículo 21.2 del Estatuto de Autonomía, según la cual se asigna a cada provincia un número mínimo de tres Procuradores, y uno más por cada 45.000 habitantes o fracción superior a 22.500 habitantes.
En el Pleno, los procuradores se agrupan en los siguientes grupos parlamentarios:
| Grupo parlamentario               | Grupo parlamentario | Integrantes                                                   | Portavoz             | Líder                                                                                | Diputados |
| --------------------------------- | ------------------- | ------------------------------------------------------------- | -------------------- | ------------------------------------------------------------------------------------ | --------- |
|                                   | Popular             | Partido Popular de Castilla y León                            | Raúl de la Hoz       | Alfonso F. Mañueco                                                                   | 31        |
|                                   | Socialista          | Partido Socialista de Castilla y León                         | Patricia Gómez Urbán | Carlos Martínez                                                                      | 28        |
|                                   | VOX Castilla y León | Vox                                                           | David Hierro         | David Hierro                                                                         | 11        |
|                                   | UPL-SORIA ¡YA!      | Unión del Pueblo Leonés: 3 Soria ¡Ya!: 3                      | Ángel Ceña           | Luis Mariano Santos Ángel Ceña                                                       | 6         |
|                                   | Mixto               | No adscritos: 2 Podemos: 1 Izquierda Española: 1 Por Ávila: 1 | Pablo Fernández      | Ana Rosa Hernando Javier Bernardo Teira Pablo Fernández Francisco Igea Pedro Pascual | 5         |
| Fuente: Cortes de Castilla y León |                     |                                                               |                      |                                                                                      |           |

##### Las Comisiones
Las Comisiones son órganos constituidos en el seno de las Cortes de Castilla y León por un número reducido de Procuradores, seleccionados por razón de su competencia, que se especializan en una determinada materia o a las que se encomienda un asunto concreto. Las Comisiones pueden ser:
- Permanentes: son establecidas por la Mesa, previo acuerdo de la Junta de Portavoces, al inicio de cada legislatura.
- No permanentes: se crean para un trabajo concreto y se extinguen a la finalización del mandato encomendado y, en todo caso, al concluir la legislatura. A esta clase pertenecen las Comisiones de Investigación.

| Comisiones de las Cortes de Castilla y León          |                                     |       |       |
| Comisión                                             | Presidencia                         | Grupo | Grupo |
| Comisiones permanentes legislativas                  |                                     |       |       |
| Agricultura, Ganadería y Desarrollo Rural            | Miguel Suárez Arca                  |       | Vox   |
| Cultura, Turismo y Deporte                           | José Antonio Palomo Martín          |       | Vox   |
| Economía y Hacienda                                  | José Alberto Castro Cañibano        |       | PPCyL |
| Educación                                            | Pedro Antonio Heras Jiménez         |       | PPCyL |
| Familia e Igualdad de Oportunidades                  | María Inmaculada Ranedo Gómez       |       | PPCyL |
| Industria, Comercio y Empleo                         | Rebeca Arroyo Otero                 |       | Vox   |
| Medio Ambiente, Vivienda y Ordenación del Territorio | Beatriz Coelho Luna                 |       | PPCyL |
| Movilidad y Transformación Digital                   | Emilio José Berzosa Peña            |       | PPCyL |
| Presidencia                                          | Raúl Hernández López                |       | PPCyL |
| Sanidad                                              | María de los Ángeles Prieto Sánchez |       | PPCyL |
| Estatuto                                             | Vacante                             |       | PPCyL |
| Comisiones permanentes no legislativas               |                                     |       |       |
| Procuradores                                         | Vacante                             |       | PPCyL |
| Relaciones con el procurador del Común               | Vacante                             |       | Vox   |
| Reglamento                                           | Carlos Pollán Fernández             |       | Vox   |

##### La Diputación Permanente
La Diputación Permanente es un órgano permanente de las Cortes cuya función es velar por los poderes de las Cortes de Castilla y León cuando estas no se encuentran reunidas, bien por la finalización de la legislatura (por expiración natural de su mandato o por disolución anticipada), o bien por hallarse en periodo de vacaciones parlamentarias.
En cuanto a su composición, este órgano está formado por el presidente de las Cortes, que la presidirá, por los demás miembros de la Mesa (que, con el presidente, constituirán la Mesa de la Diputación Permanente) y por los Procuradores que designen los Grupos Parlamentarios.
Su función genérica es la de «velar por los poderes de la Cámara». En concreto, podemos distinguir dos supuestos:
- En los períodos de vacaciones parlamentarias, la única competencia que el Reglamento confía a la Diputación Permanente es la de acordar por mayoría absoluta la convocatoria de las Cortes.
- En los supuestos de disolución anticipada de las Cortes o finalización del mandato parlamentario, le corresponde ejercer el control de la legislación delegada, autorizar créditos extraordinarios y suplementos de crédito y podrá acordar la interposición de recursos de inconstitucionalidad o el planteamiento por la Junta de Castilla y León de conflictos de competencia ante el Tribunal Constitucional (en supuestos de urgencia, siempre que se pronuncien en tal sentido la mayoría absoluta de sus miembros).

| Mesa de las Cortes                    | Mesa de las Cortes                                | Mesa de las Cortes                     | Mesa de las Cortes |
| Cargo                                 | Cargo                                             | Titular                                | Lista              |
| ------------------------------------- | ------------------------------------------------- | -------------------------------------- | ------------------ |
| Presidente                            | Presidente                                        | Carlos Pollán Fernández                | Vox                |
| Vicepresidente primero                | Vicepresidente primero                            | Francisco Javier Vázquez Requero       | PPCyL              |
| Vicepresidenta segunda                | Vicepresidenta segunda                            | Ana Sánchez Hernández                  | PSCyL              |
| Secretario Primero                    | Secretario Primero                                | Diego Moreno Castrillo                 | PSCyL              |
| Secretaria Segunda                    | Secretaria Segunda                                | Rosa María Esteban Ayuso               | PPCyL              |
| Secretaria Tercera                    | Secretaria Tercera                                | María de Fátima Pinacho Fernández      | Vox                |
| Titulares                             |                                                   |                                        |                    |
| Grupo parlamentario                   | Grupo parlamentario                               | Titular                                | Lista              |
|                                       | GP Popular 7 miembros (5 + 2 en Mesa)             | Ricardo Gavilanes Fernández-Llamazares | PPCyL              |
| Miguel Ángel García Nieto             | GP Popular 7 miembros (5 + 2 en Mesa)             |                                        | PPCyL              |
| María de las Mercedes Cófreces Martín | GP Popular 7 miembros (5 + 2 en Mesa)             |                                        | PPCyL              |
| María del Carmen Sánchez Bellota      | GP Popular 7 miembros (5 + 2 en Mesa)             |                                        | PPCyL              |
| Óscar Reguera Acevedo                 | GP Popular 7 miembros (5 + 2 en Mesa)             |                                        | PPCyL              |
|                                       | GP Socialista 6 miembros (4 + 2 en Mesa)          | Elisa Patricia Gómez Urbán             | PSCyL              |
| Pedro Luis González Reglero           | GP Socialista 6 miembros (4 + 2 en Mesa)          |                                        | PSCyL              |
| Virginia Jiménez Campano              | GP Socialista 6 miembros (4 + 2 en Mesa)          |                                        | PSCyL              |
| Nuria Rubio García                    | GP Socialista 6 miembros (4 + 2 en Mesa)          |                                        | PSCyL              |
|                                       | GP VOX Castilla y León 3 miembros (1 + 2 en Mesa) | David Hierro Santos                    | Vox                |
|                                       | GP UPL-SORIA ¡YA! 1 miembro                       | Luis Mariano Santos Reyero             | UPL                |
|                                       | GP Mixto 1 miembro                                | Francisco Igea Arisqueta               | Ciudadanos         |
| Fuente: Cortes de Castilla y León     |                                                   |                                        |                    |

#### Órganos de gobierno y administración
Están encargados de dirigir e impulsar la vida interna del Parlamento, organizando sus trabajos y gestionando los recursos personales y materiales con los que cuenta para el desempeño de sus funciones. Son la Presidencia, la Mesa y la Junta de Portavoces.

##### La Presidencia
La Presidencia es la máxima autoridad dentro de la sede parlamentaria. Según el artículo 28 del Reglamento de las Cortes de Castilla y León, le corresponde a la Presidencia ostentar la representación de la Cámara, asegurar la buena marcha de los trabajos, dirigir los debates, mantener el orden de los mismos y ordenar los pagos, sin perjuicio de las delegaciones que pueda conferir. Además, corresponde a la Presidencia cumplir y hacer cumplir el Reglamento, interpretándolo en caso de duda y supliéndolo en caso de omisión.
Como Presidencia de las Cortes, le corresponde también la Presidencia de la Mesa (artículo 26 de Reglamento), de la Junta de Portavoces (artículo 37 del Reglamento) y de la Diputación Permanente (artículo 55 del Reglamento). En cuanto representante del poder legislativo de la comunidad autónoma, y a los efectos de su posterior nombramiento, comunica al rey y al Gobierno España la elección por el pleno de la cámara del presidente Castilla y León.
Es el máximo órgano de relación institucional con el resto de los órganos políticos regionales y nacionales, ocupando el segundo lugar en el protocolo autonómico, después del presidente de la comunidad autónoma de Castilla y León.
| Legislatura      | Presidente/a                   | Presidente/a                    | Partido | Inicio de mandato   | Fin de mandato      | Circunscripción |
| ---------------- | ------------------------------ | ------------------------------- | ------- | ------------------- | ------------------- | --------------- |
| I legislatura    |                                | Dionisio Llamazares Fernández   | PSOECyL | 21 de mayo de 1983  | 1 de julio de 1987  | Valladolid      |
| II legislatura   |                                | Carlos Sánchez-Reyes de Palacio | CDS     | 2 de julio de 1987  | 20 de junio de 1991 | Valladolid      |
| III legislatura  |                                | Manuel Estella Hoyos            | PPCyL   | 21 de junio de 1991 | 20 de junio de 1995 | Salamanca       |
| IV legislatura   | 21 de junio de 1995            | Manuel Estella Hoyos            | PPCyL   | 4 de julio de 1999  |                     | Salamanca       |
| V legislatura    | 5 de julio de 1999             | Manuel Estella Hoyos            | PPCyL   | 16 de junio de 2003 |                     | Salamanca       |
| VI legislatura   | José Manuel Fernández Santiago | 17 de junio de 2003             | PPCyL   | 18 de junio de 2007 | Ávila               |                 |
| VII legislatura  | José Manuel Fernández Santiago | 19 de junio de 2007             | PPCyL   | 13 de junio de 2011 | Ávila               |                 |
| VIII legislatura | María Josefa García Cirac      | 14 de junio de 2011             | PPCyL   | 15 de junio de 2015 | Zamora              |                 |
| IX legislatura   | Silvia Clemente Municio        | 16 de junio de 2015             | PPCyL   | 12 de marzo de 2019 | Segovia             |                 |
| IX legislatura   | Ángel Ibáñez Hernando          | 12 de marzo de 2019             | PPCyL   | 20 de junio de 2019 | Burgos              |                 |
| X legislatura    |                                | Luis Fuentes Rodríguez          | Cs      | 21 de junio de 2019 | 9 de marzo de 2022  | Valladolid      |
| XI Legislatura   |                                | Carlos Pollán Fernández         | Vox     | 10 de marzo de 2022 | En el cargo         | León            |

##### La Mesa
La Mesa es el órgano rector de las Cortes y ostenta su representación colegiada en los actos a los que asista. Tras la reforma del Reglamento de las Cortes de 25 de noviembre de 2015, la Mesa está compuesta por el presidente de las Cortes, dos vicepresidentes y tres secretarios.
Se reunirá por convocatoria del presidente, y se considerará válidamente constituida cuando estén presentes por lo menos cuatro de sus miembros. El presidente dirige y coordina la acción de la Mesa. Esta adoptará sus acuerdos por mayoría de los presentes, y en caso de empate el presidente hará uso de su voto de calidad.
Tiene este órgano las funciones que normalmente le asignan los reglamentos parlamentarios, así podemos citar: adoptar cuantas decisiones y medidas requieran la organización del trabajo y el régimen y gobierno interiores de las Cortes, elaborar el proyecto de presupuesto de las Cortes, dirigir y controlar la ejecución del presupuesto aprobado, aprobar la plantilla del personal de las Cortes y las normas que regulen el acceso a la misma, ordenar los gastos de las Cortes, etc.
Los acuerdos de la Mesa se toman por mayoría de los presentes. Cuando se produzca empate, el presidente o quien en aquel momento ejerza sus funciones hará uso del voto de calidad.
Los miembros de la Mesa serán elegidos en la sesión constitutiva de las Cortes. Para la elección de los vicepresidentes y de los secretarios, cada procurador escribirá un nombre en la papeleta y resultarán elegidos los que por orden correlativo obtengan el mayor número de votos. Tanto unos como otros ejercen las funciones normales de sustitución y asistencia al presidente, respectivamente.
| Cargo                  | Titular                           | Partido |
| ---------------------- | --------------------------------- | ------- |
| Presidente             | Carlos Pollán Fernández           | Vox     |
| Vicepresidente primero | Francisco Javier Vázquez Requero  | PPCyL   |
| Vicepresidenta segunda | Ana Sánchez Hernández             | PSCyL   |
| Secretario primero     | Diego Moreno Castrillo            | PSCyL   |
| Secretaria segunda     | Rosa María Esteban Ayuso          | PPCyL   |
| Secretaria tercera     | María de Fátima Pinacho Fernández | Vox     |

##### La Junta de Portavoces
Este órgano colegiado está presidido por el presidente de la Cámara, y en él se integran los Portavoces de los distintos grupos parlamentarios y los miembros de la Mesa. El artículo 37 del Reglamento de la cámara señala que los Portavoces de los Grupos Parlamentarios constituyen la Junta de Portavoces, que se reunirá bajo la presidencia del presidente de las Cortes. Este la convocará a iniciativa propia, a petición de dos Grupos Parlamentarios o de un quinto de los miembros de las Cortes. La Junta de Portavoces se reunirá, al menos, mensualmente durante los períodos ordinarios de sesiones. Deberán asistir a la Junta de Portavoces, al menos, un vicepresidente, un secretario de la Cámara y un letrado de la misma.
Corresponde a la Junta de Portavoces fijar los criterios que contribuyan a ordenar y facilitar los debates y las tareas de las Cortes y participar, entre otros, en los siguientes asuntos: fijar el orden del día de los plenos, establecer el número de comisiones permanentes legislativas, fijar el número de miembros de cada grupo parlamentario que deberán formar las comisiones, etc.
| Cargo                             | Cargo                               | Titular                                | Lista      |
| --------------------------------- | ----------------------------------- | -------------------------------------- | ---------- |
| Presidente                        | Presidente                          | Carlos Pollán Fernández                | Vox        |
| Vicepresidente primero            | Vicepresidente primero              | Francisco Javier Vázquez Requero       | PPCyL      |
| Vicepresidenta segunda            | Vicepresidenta segunda              | Ana Sánchez Hernández                  | PSCyL      |
| Secretario Primero                | Secretario Primero                  | Diego Moreno Castrillo                 | PSCyL      |
| Secretaria Segunda                | Secretaria Segunda                  | Rosa María Esteban Ayuso               | PPCyL      |
| Secretaria Tercera                | Secretaria Tercera                  | María de Fátima Pinacho Fernández      | Vox        |
| Portavoces titulares              |                                     |                                        |            |
|                                   | Portavoz del GP Popular             | Ricardo Gavilanes Fernández-Llamazares | PPCyL      |
|                                   | Portavoz del GP Socialista          | Elisa Patricia Gómez Urbán             | PSCyL      |
|                                   | Portavoz del GP VOX Castilla y León | David Hierro Santos                    | Vox        |
|                                   | Portavoz del GP UPL-SORIA ¡YA!      | José Ángel Ceña Tutor                  | Soria ¡Ya! |
|                                   | Portavoz del GP Mixto               | Juan Pablo Fernández Santos            | Podemos    |
| Fuente: Cortes de Castilla y León |                                     |                                        |            |

## Senadores designados por las Cortes de Castilla y León
Una de las funciones que desempeñan las Cortes de Castilla y León es la designación de los senadores que deben representar a Castilla y León, conforme a lo previsto en la Constitución y en la forma que determine la Ley de Designación de Senadores en representación de Castilla y León.
La designación de los senadores castellanoleoneses se produjo el día 10 de mayo de 2022 en las Cortes de Castilla y León. Así, se eligieron a un representante del Partido Socialista de Castilla y León y dos del Partido Popular de Castilla y León. Por lo tanto, la lista de senadores designados por las Cortes de Castilla y León quedó de la siguiente forma:
| Partido                 | Partido | Senadores                       | Fecha inicio       |
| ----------------------- | ------- | ------------------------------- | ------------------ |
|                         | PPCyL   | Javier Ignacio Maroto Aranzábal | 11 de mayo de 2022 |
| Vidal Galicia Jaramillo | PPCyL   | 11 de mayo de 2022              |                    |
|                         | PSCyL   | Luis Tudanca Fernández          | 1 de mayo de 2025  |

## Sistema electoral

Castilla y León tiene 9 provincias que a su vez son las circunscripciones electorales

La circunscripción para las elecciones a las Cortes, que ya viene establecida en el Estatuto de Autonomía (artículo 21.2) y refrendada en la Ley Electoral es la provincia. A saber: Ávila, Burgos, León, Palencia, Salamanca, Segovia, Soria, Valladolid y Zamora. El número de escaños de cada circunscripción no es fijo. Se emplea para la asignación de escaños el método D'Hondt.

«La circunscripción electoral es la provincia, asignándose a cada una un número mínimo de tres Procuradores y uno más por cada 45.000 habitantes o fracción superior a 22.500.»
Estatuto de Autonomía de Castilla y León. Art. 21.2

| Elecciones | Ávila | Burgos | León | Palencia | Salamanca | Segovia | Soria | Valladolid | Zamora | Total |
| ---------- | ----- | ------ | ---- | -------- | --------- | ------- | ----- | ---------- | ------ | ----- |
| 1983       | 7     | 11     | 15   | 7        | 11        | 6       | 5     | 14         | 8      | 84    |
| 1987       | 7     | 11     | 15   | 7        | 11        | 6       | 5     | 14         | 8      | 84    |
| 1991       | 7     | 11     | 15   | 7        | 11        | 6       | 5     | 14         | 8      | 84    |
| 1995       | 7     | 11     | 15   | 7        | 11        | 6       | 5     | 14         | 8      | 84    |
| 1999       | 7     | 11     | 14   | 7        | 11        | 6       | 5     | 14         | 8      | 83    |
| 2003       | 7     | 11     | 14   | 7        | 11        | 6       | 5     | 14         | 7      | 82    |
| 2007       | 7     | 11     | 14   | 7        | 11        | 6       | 5     | 15         | 7      | 83    |
| 2011       | 7     | 11     | 14   | 7        | 11        | 7       | 5     | 15         | 7      | 84    |
| 2015       | 7     | 11     | 14   | 7        | 11        | 7       | 5     | 15         | 7      | 84    |
| 2019       | 7     | 11     | 13   | 7        | 10        | 6       | 5     | 15         | 7      | 81    |
| 2022       | 7     | 11     | 13   | 7        | 10        | 6       | 5     | 15         | 7      | 81    |

## Sede

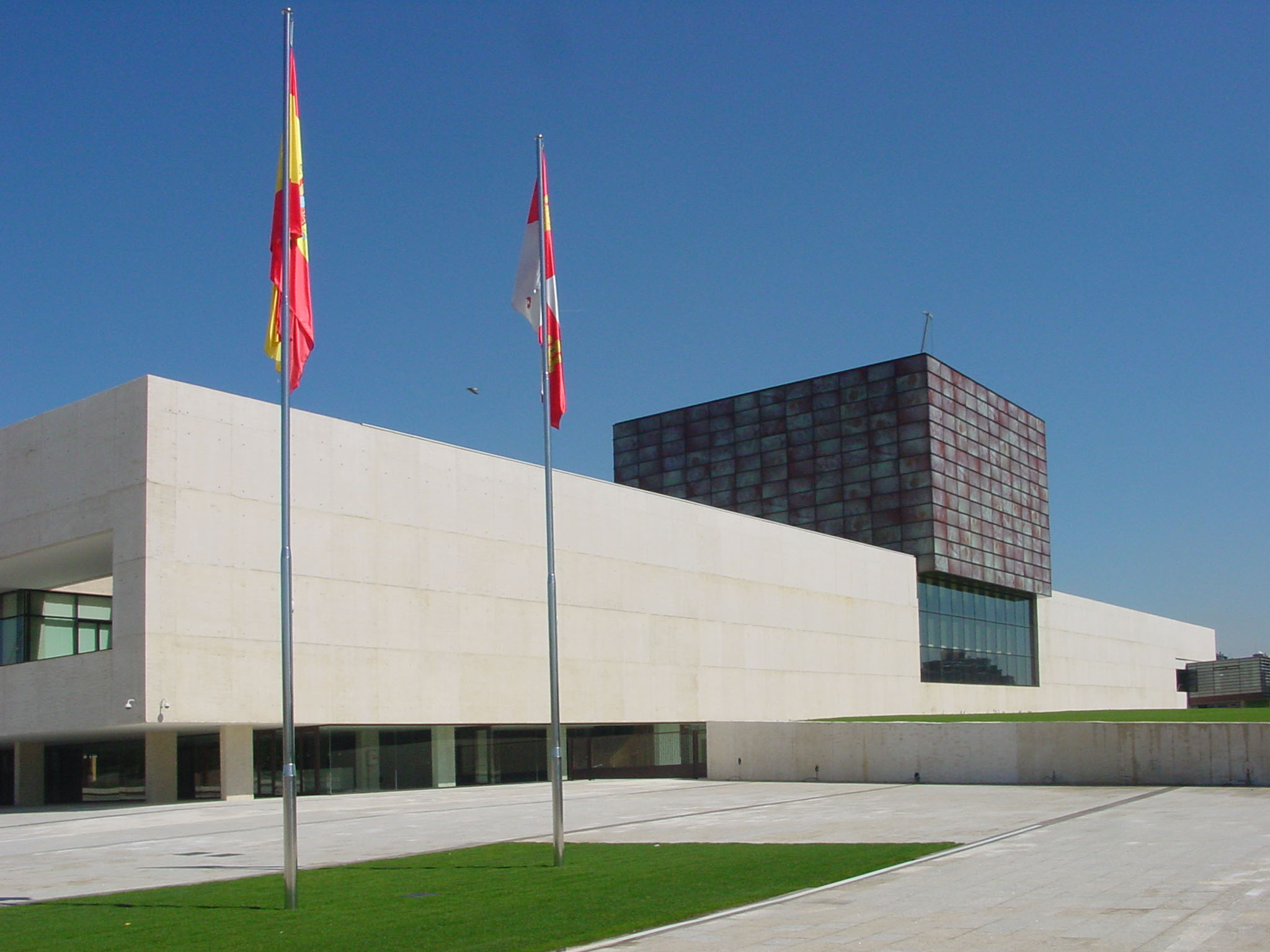
Sede actual en Valladolid

Hasta la VI legislatura (2003-2007), han tenido su sede provisional en el Castillo de Fuensaldaña, en Fuensaldaña, en las inmediaciones de Valladolid. Con el arranque de la VII legislatura entra en funcionamiento la nueva y definitiva sede de las Cortes en la ciudad de Valladolid, obra del arquitecto granadino Ramón Fernández-Alonso y ejecutada por los arquitectos vallisoletanos Leopoldo Cortejoso García y Juan Antonio Coronado Sierra y ubicada en el complejo Villa del Prado. El 4 de mayo de 2016 el pleno se reunió en la Basílica de San Isidoro en León, homenajeando así a las Cortes de León de 1188.